# Непал на Летњим олимпијским играма 1972.
Непалу је ово било друго учешће на Летњим олимпијским играма. На Олимпијским играма 1972. у Минхену, делегацију Непала су представљала 2 такмичара који су се такмичили у атлетици.
Заставу Непала на свечаном отварању Олимпијских игара 1972. носио је маратонац Bahadur Jit Bahktra.
Непалски олимпијски тим је остао у групи екипа које нису освајале медаље на Летњим олимпијским играма.

## Резултати

### Атлетика

#### Мушкарци
| Атлетичар           | Дисциплина | Група             | Група             | Полуфинале | Полуфинале | Финале   | Финале     | Детаљи |
| Атлетичар           | Дисциплина | Резултат          | Место             | Резултат   | Место      | Резултат | Место      | Детаљи |
| ------------------- | ---------- | ----------------- | ----------------- | ---------- | ---------- | -------- | ---------- | ------ |
| Bhakta Bahadur      | Маратон    |                   |                   |            |            | 2:30:07  | 60/62 (74) |        |
| Bahadur Jit Bahktra | Маратон    | Није завршио трку | Није завршио трку |            |            |          |            |        |